# 하리스
하리스(아랍어: هريس) 또는 하리사(아랍어: هريسة)는 밀과 고기가 들어간 서아시아의 죽과 비슷한 음식이다. 아라비아반도, 아라비아만 연안 지역과 레반트 지역에서 흔히 먹는 음식이며, 특히 라마단 시기와 이드 또는 아슈라 등에 먹는 명절 음식이다. 사우디아라비아와 아랍에미리트의 국민 음식 가운데 하나이기도 하다.

## 이름
아랍어 "하리스(هَرِيس)"는 "으깬 것, 죽이 된 것"이라는 뜻이다.

## 역사
2023년 12월 6일에 유네스코 인류무형문화유산으로 지정되었다.

## 만들기
밀은 주로 밀쌀을 쓰지만 부순밀을 쓰기도 한다. 밤새 물에 불려 뒀다가 쓴다. 고기로는 양고기, 쇠고기, 낙타고기 등을 사용한다. 뼈째로 삶은 다음, 고기는 꺼내고 육수에 밀을 넣어 푹 익힌다. 고기는 뼈를 발라 잘게 찢어 다시 넣고, 밀과 함께 더 익힌 다음, 밤새 식힌다. 하리스를 나무 막대기로 휘저으며 으깬다. 잘 으깨진 하리스는 접시에 얇게 펴고, 녹인 정제버터를 곁들여 낸다.

## 지역별 하리스

### 아랍 세계
아라비아반도, 아라비아만 연안 지역과 레반트 지역 등에서 즐겨 먹는다. 라마단 시기와 이드 또는 아슈라 등에 먹는 명절 음식이며, 결혼식 때 내는 음식이기도 하다.
사우디아라비아에서는 자리시(아랍어: جريش)로도 부르는데, 이는 "부순밀"이라는 뜻이다.

### 남아시아
카슈미르, 펀자브 등지에서 할림과 함께 무슬림들이 즐겨 먹는 음식이다.

### 동아프리카
에티오피아에서는 오로모어 사용 지역에서 즐겨 먹는 음식이다.
잔지바르에서는 보코보코(스와힐리어: boko-boko)라는 이름으로도 알려져 있다.

## 사진

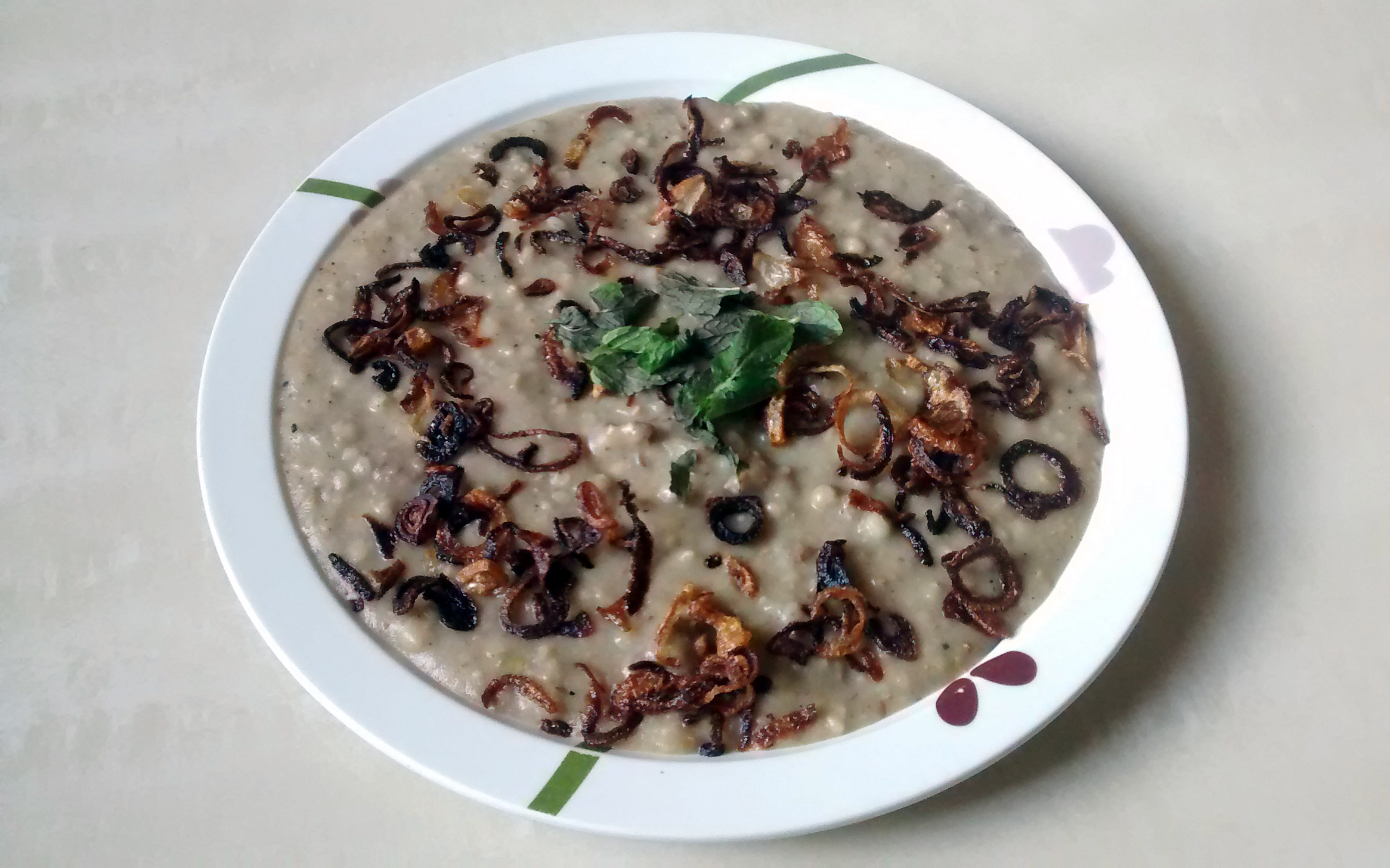
인도의 카슈미르 하리사
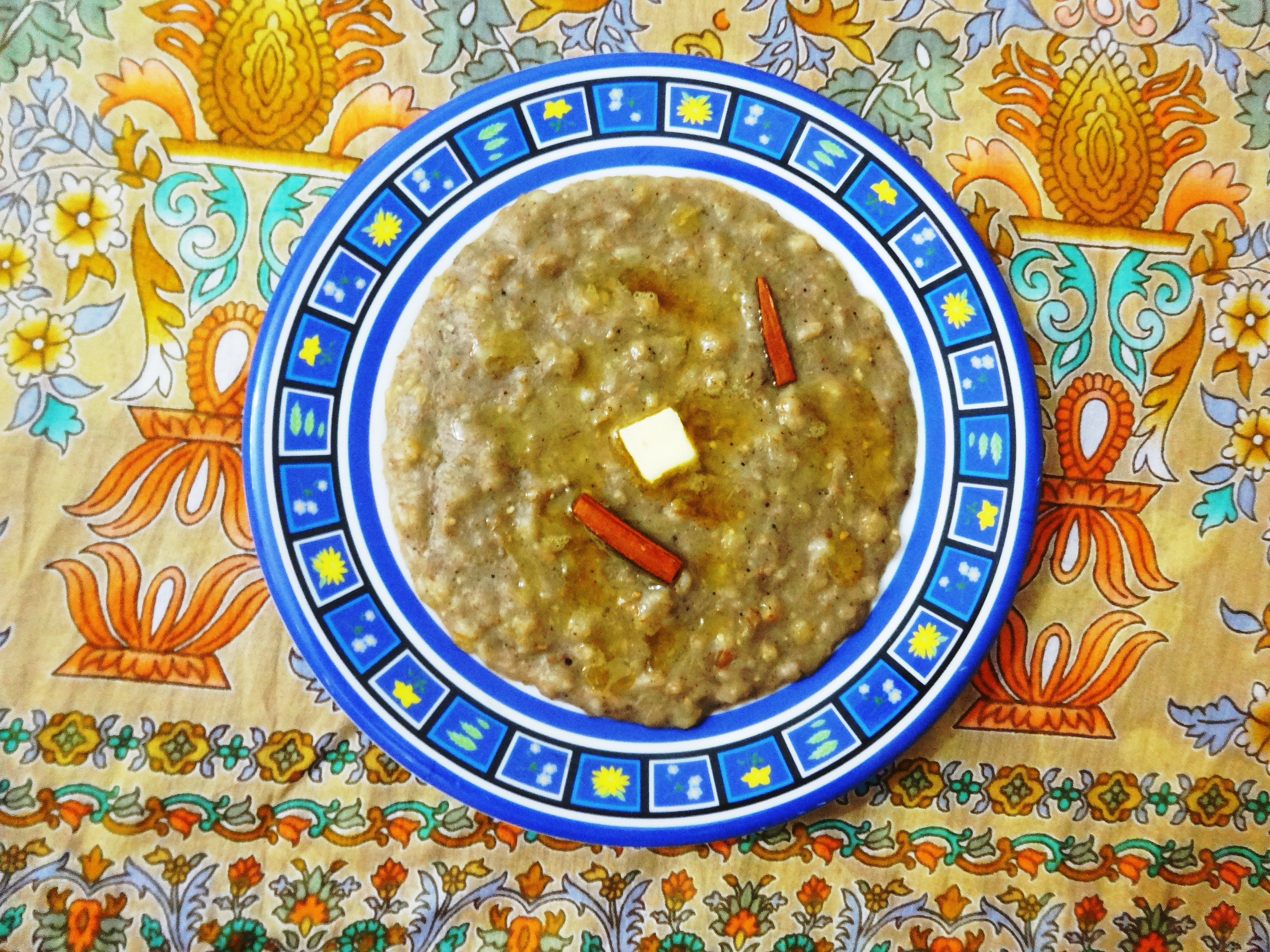
파키스탄 카라치의 하리스

## 같이 보기
- 아시다
- 죽
- 촐런트
- 케슈케크
- 키치라
- 포리지
- 할림